# Шакуни
Шакуни (санскр. शकुनि, IAST: śakuni) — герой древнеиндийского эпоса «Махабхарата», аватара Двапары, олицетворения Двапара-юги, брат Гандхари. Очень любил своего племянника Дурьодхану. Он выиграл для него в кости царство Пандавов. Это были бедренные кости отца Шакуни, и потому выпадали всегда такие числа, какие он хотел.
Некоторые источники утверждают, что Шакуни был очень оскорблён, когда его возлюбленная сестра вышла замуж за слепого Дхритараштру. Когда это произошло, он поклялся уничтожить весь род Кауравов. Достиг он этого, развращая ум своего племянника и в конце концов побудив его начать войну против Пандавов, в результате которой погибли все Кауравы. Впоследствии многие считали его главной причиной этой разрушительной битвы на Курукшетре.
Когда Пандавам была выдана засушливая часть Хастинапура, они, прилагая огромные усилия, добились того, что эта засушливая и неплодородная земля превратилась в великолепный город, который был назван Индрапрастха. Вскоре слава этого сказочного города разнеслась повсюду, и сам Дурьодхана прибыл туда, чтобы взглянуть на дворец. Он принял воду за пол и, ступив на неё, провалился. Драупади, жена пяти Пандавов, разразилась смехом и оскорбила Дурьодхану, сказав, что сын слепца может быть только слепцом. Разъярённый Дурьодхана возвратился в Хастинапур. Зная, что у его племянника на уме, Шакуни придумал хитрый план, как лишить Пандавов Индрапрастхи. Он пригласил Пандавов, чтобы сыграть с ними в кости. Как только игра началась, он сразу начал вводить Юдхиштхиру во всё больший азарт, выигрывая у него партию за партией. Вскоре, однако, Шакуни использовал всё своё мастерство, чтобы добиться победы, и не успел ещё Юдхиштхира отказаться от игры, как уже потерял все свои богатства и царство. Через несколько партий Юдхиштхира потерял даже своих братьев и их жену, Драупади. Но Дхритараштра решил вернуть Пандавам их царство. Шакуни и Дурьодхана, конечно же, не могли потерпеть этого, и была устроена ещё одна игра в кости. Юдхиштхира опять проиграл, и по условиям игры он вместе со своими подданными должен был отправиться в лес на 12 лет, а 13-й год жить безвестно.
Во время великой битвы на Курукшетре Шакуни принял сторону Дурьодханы. На поле битвы он был убит Сахадевой, одним из братьев Пандавов.